# Sanç III de Pamplona
Sanç III de Pamplona i Navarra, II d'Aragó i Castella i I de Ribagorça, anomenat comunament Sanç Garcés III i dit el Gran (ca. 992 - La Bureba, 22 d'octubre de 1035), fou rei de Navarra i comte d'Aragó (1004 - 1035), de Castella (1029 - 1035) i de Ribagorça (1018 - 1035).

## Orígens familiars
Fill de Garcia III Sanxes II de Navarra i Ximena Fernández. Gràcies als dominis que va poder aconseguir fou el monarca més poderós dels regnes cristians a la península Ibèrica al segle xi.

## Vida política
Va fixar la seva residència a Nájera i se'l considera el primer rei amb vocacions europees, ja que va mantenir relacions més enllà dels Pirineus, amb el ducat de Gascunya, i acceptant els nous corrents polítics, religiosos i intel·lectuals.
El seu regnat va coincidir amb la crisi del món califal, iniciada amb la mort d'Almansor i finalitzant amb l'aparició dels Regnes de Taifes. Va pretendre la unificació dels estats cristians, per vincles de vassallatge o sota el seu propi poder.
Va conquerir Astorga i Lleó el 1034 i per l'extensió dels seus territoris se'l va arribar a denominar Imperator Totus Hispaniae, encunyant moneda amb aquest títol.
En el seu intent d'unificar als cristians de la península sota un mateix regne va descuidar les conquestes musulmanes. Abans de morir va dividir el seu territori entre els seus quatre fills mascles.

## Comtat de Castella
El 1016 va fixar les fronteres entre el Regne de Navarra i el comtat de Castella, i va iniciar una període de relacions cordials entre ambdós estats, facilitades gràcies al seu matrimoni amb la infanta Múnia, filla del comte Sanç I Garcia de Castella.
Fou l'encarregat de la tutela del comte Garcia II de Castella. Alfons V de Lleó va aprofitar la situació per apoderar-se de les terres situades entre el riu Cea i el Pisuerga. Sanç III es va oposar a l'expansió lleonesa i va pactar el matrimoni de Garcia II amb Sança de Lleó per establir la pau, però quan Garcia es dirigia a Lleó per contraure matrimoni, fou assassinat.
Amb aquest assassinat el 1029 Múnia I de Castella fou designada hereva del seu germà i es casà amb Sanç III de Navarra, que hagué de jurar que fos el seu fill segon qui heretés el comtat de Castella, evitant així la seva pèrdua d'independència. El febrer de 1035, a la mort de Sanç III va esclatar una lluita entre Garcia Sanxes i Ferran I de Castella, pel repartiment de terres castellanes, morint Garcia a la batalla d'Atapuerca el 15 de setembre de 1054.

## Comtats de Sobrarb i Ribagorça
Va aprofitar les dificultats internes d'aquests del comtat de Sobrarb per fer valer els seus drets com a descendent de Dadilda de Pallars i es va apoderar del comtat entre 1016 i 1019.
Així mateix el 1017 Múnia fou designada comtessa de Ribagorça després de la mort sense descendència ni testament del comte de Ribagorça Guillem de Ribagorça. Fou escollida per part dels nobles del comtat per ser besneta del comte Ramon II així com pel seu matrimoni amb Sanç III. Així doncs, el 1018 les tropes navarreses entraren al comtat i envaïren la part central del comtat.

## Núpcies i descendents
Amb la seva amistançada Sança d'Aybar tingué:
- l'infant Ramir I d'Aragó (1000-1063), rei d'Aragó

El 1010 es casà amb la infanta i posterior reina de Castella Múnia I. D'aquest matrimoni en tingueren quatre fills:
- l'infant Ferran I de Castella (1016-1065), comte de Castella
- l'infant Garcia IV Sanxes III de Navarra (a 1020-1054), rei de Navarra
- l'infant Gonçal de Ribagorça (? -1045), comte de Ribagorça i comte de Sobrarb
- l'infant Bernat de Navarra (?-1024)